# Pinus teocote
Pinus teocote ist eine Pflanzenart der Gattung Kiefern (Pinus). Außer zur Nutzholzgewinnung wird diese nur in Mexiko heimische Art auch zur Harzgewinnung verwendet.

## Merkmale
Pinus teocote ist ein mittelgroßer Baum und erreicht Wuchshöhen von 8 bis 25 Meter. Bei erwachsenen Bäumen stehen die Äste waagrecht bis leicht hängend und formen eine dichte, eher rundliche Krone. Bei jungen Bäumen ist die Krone eher dicht und pyramidenförmig. Die Borke ist bei reifen Bäumen dick, rau, dunkel graubraun, durch tiefe Risse in unregelmäßige längliche Platten geteilt. An jungen Bäumen ist die Borke dünn, schuppig und rötlich. Die Zweige sind jung glatt, bald jedoch rau mit dünnen, rötlichen Schuppen.
Die Nadelblätter stehen in Bündeln an Kurztrieben zu dritt, selten vier; die Scheiden sind dunkelbraun, 5 bis 10 mm lang und ausdauernd. Die Nadelblätter sind dick, steif, 8 bis 15 cm lang, häufig über einen mm dick. Der Rand ist fein gesägt. Es sind zwei bis fünf, selten mehr Harzkanäle vorhanden. Es gibt zwei nahe aneinander liegende, aber abgegrenzte Leitbündel.
Die Blütenzapfen sind lang-eiförmig, glänzend braun mit quer gekielten Zapfenschuppen. Sie stehen in Gruppen von zwei, drei oder vier, an dicken, kurzen, steifen Stielen.
Die Zapfen sind eiförmig bis kegelförmig. Sie sind 4 bis 7 cm lang, hellbraun. Sie stehen an kurzen Stielen. Sie reifen im Winter, öffnen sich bald danach und fallen dann ab. Der Stiel fällt meist mit dem Zapfen ab. Die Zapfenschuppen sind klein, nicht verdickt, eher biegsam.
Die Samen sind sehr klein, rund 4 mm lang, graubraun. Der Samenflügel ist 10 bis 15 mm lang.
Das Holz ist hart, harzig, das Splintholz sehr hell gelb, das Kernholz etwas dunkler.

## Verbreitung und Standorte
Pinus teocote hat innerhalb Mexikos eine recht weite Verbreitung. Sie reicht vom Süden Chihuahuas nach Süden entlang der Sierra Madre Occidental bis nach Chiapas. In der Sierra Madre Oriental reicht die Art vom Coahuila im Norden bis Puebla im Süden. Berichte über Vorkommen in Guatemala sind nicht gesichert.
Diese Art wächst in Höhenlagen zwischen 1000 und 3000 Meter auf recht unterschiedlichen Standorten. Im Süden kommt sie auf eher trockenen, steinigen oder felsigen Hängen vor, im Norden an eher feuchten Standorten. Sie kommt sowohl mit Frost und Schnee wie mit hohen Temperaturen gut zurecht. Sie wächst in eher offenen Beständen häufig mit anderen Kiefern, wie etwa Pinus montezumae, Pinus leiophylla, Pinus cembroides, Pinus engelmannii oder Pinus patula.

## Systematik
Der Name Pinus teocote wurde von Christian Julius Wilhelm Schiede aufgestellt. Aber erst Diederich Franz Leonhard von Schlechtendal und Adelbert von Chamisso haben die Art 1830 in der Zeitschrift "Linnaea", Band 5, Seite 76 korrekt erstbeschrieben. Synonyme sind Pinus patula var. stricta Benth. ex Endl., Pinus besseriana Roezl, Pinus hugelii Roezl ex Carrière und Pinus vilmoriniana var. besseriana (Roezl) Carrière.